# Bocoyna
Bocoyna är en ort i Mexiko.   Den ligger i kommunen Bocoyna och delstaten Chihuahua, i den nordvästra delen av landet, 1 300 km nordväst om huvudstaden Mexico City. Bocoyna ligger 2 231 meter över havet och antalet invånare är 796.
Terrängen runt Bocoyna är huvudsakligen kuperad, men den allra närmaste omgivningen är platt. Bocoyna ligger nere i en dal. Runt Bocoyna är det glesbefolkat, med 12 invånare per kvadratkilometer. Närmaste större samhälle är Creel, 11,0 km söder om Bocoyna. Omgivningarna runt Bocoyna är i huvudsak ett öppet busklandskap.